# Finote Selam
Finote Selam är en ort i Etiopien.   Den ligger i regionen Amhara, i den centrala delen av landet, 250 km nordväst om huvudstaden Addis Abeba. Finote Selam ligger 1 914 meter över havet och antalet invånare är 23 463.
Terrängen runt Finote Selam är platt åt sydost, men åt nordväst är den kuperad. Terrängen runt Finote Selam sluttar söderut. Runt Finote Selam är det ganska tätbefolkat, med 207 invånare per kvadratkilometer. Det finns inga andra samhällen i närheten. Omgivningarna runt Finote Selam är huvudsakligen savann.